# Кокошкино (Ржевский район)
Коко́шкино — деревня в Ржевском районе Тверской области. Относится к сельскому поселению «Хорошево», до 2006 года была центром Кокошкинского сельского округа.
Находится на правом берегу реки Сишка при впадении её в Волгу, в 18 километрах к северо-западу от города Ржева. Рядом с Кокошкино деревни Костерево (примыкает с юга) и Есемово (за Сишкой). Через деревню проходит автодорога «Ржев—Сухуша», часть бывшего Торопецкого тракта.
Население по переписи 2002 года — 354 человека, 167 мужчин, 187 женщины.
В деревне правление СПК «Сишка» (бывший колхоз им.Ленина), МОУ Становская средняя школа, почта, медпункт.

## История
Справа от места впадения Сишки в Волгу находится городище Усть-Сишка. Здесь ранее находился городок Сижка, упомянутый в «Списке русских городов дальних и ближних» конца XIV века как относящийся к литовским владениям.  В XV–XVI веках являлась погостом, административным центром Сижской волости Ржевского уезда. В конце XVI — начале XVII веков погост был перенесён на противоположный левый берег реки Сишка (погост Сижский XVII века, погост Никола-Сишка XVIII — начала XX века.
В середине XIX века Кокошкино было владельческим хутором с одним двором. Он располагался на Торопецком тракте, у брода (потом моста) через Сишку. За переправой, на мысу при впадении Сишки в Волгу, находился Никольский погост или Никола-Сишка (Никола на Сишке), здесь было 6 дворов, 29 жителей. Чуть выше по реке Сишке — сельцо Есемово, в конце XIX-начале XX веков имение Сеславиных (в 1827 году по желанию владельца было переименовано в Сеславино, но после смены владельца опять стало Есемово). На берегу Волги, восточнее Кокошкино (на месте пионерлагеря «Факел»), были сельцо (1 двор, 13 жителей) и деревня (4 двора, 25 жителей) Богородино. Вокруг также были владельческие деревни Костерево (на Сишке), Литвиново (на Волге), Лебзино. За Волгой, напротив устья Сишки была деревня Ножкино. Три последние деревни исчезли во время Великой Отечественной войны.
В 1930 году в Кокошкино создана сельхозартель «6-й съезд Советов». Перед войной — деревня Кокошкино, 18 дворов, Становской сельсовет Ржевского района Калининской области.
В годы Великой Отечественной войны деревня была оккупирована гитлеровскими войсками в октябре 1941 года. В январе 1942 года, в ходе зимнего наступления Красной Армии, войска Калининского фронта подошли к Ржеву и в районе Ножкино вышли на берег Волги. 6-го января советские танки 8-й танковой бригады прорвали немецкую оборону и продолжили наступление через скованную льдом Волгу. Кокошкино первый раз было освобождено от фашистов. Через прорыв шириной до 10-15 километров части 39-й армии и 11-й кавалерийский корпус наступали на юг, части 29-й армии, также введённые в прорыв, пытались взять Ржев с запада. 22-23 января 1942 года гитлеровцам удалось встречными ударами из Ржева и из района Оленино закрыть горловину прорыва (Кокошкино было захвачено 22 января). Значительные силы Калининского фронта — часть 29-й, 39-я армия и 11-й кавалерийский корпус — оказались в полуокружении к западу и юго-западу от Ржева и Сычевки. В феврале развернулись бои за деблокирование окружённых частей. Соединения 30-й армии безуспешно пытались прорвать вражескую оборону в районах деревень Ножкино, Кокошкино навстречу частям 29-й армии, большая часть которой погибла южнее Кокошкино, в Мончаловских лесах.
После Первой Ржевско-Сычёвской операции (июль-август 1942 года), линия фронта проходила по Волге и в декабре 1942 года, во время второй Ржевско-Сычевской операции (операция «Марс»), 375-я и 380-я дивизии 30-й армии перешли по прочному льду Волги у впадения реки Кокши и несколько дней вели бои на правом берегу Волги между Кошкино и Бургово.
Окончательно (очевидно в третий раз) деревня была свобождена 2 марта 1943 года.
Когда жители вернулись в деревню (немцы выселяли жителей из деревень прифронтовой полосы), увидели остатки пожарищ на месте домов, воронки, окопы, кругом колючая проволока, земля усеяна гильзами, минами, разбитой военной техникой. Первые годы жили в землянках. Организовали колхоз, но не было ни семян, ни скотины. Потребовалось несколько лет, пока жизнь в деревне наладилась. В 1947 колхоз им. Ленина построил на реке Сишке небольшую гидростанцию мощностью 30 киловатт.
С 1958 года в Кокошкино — центральная усадьба колхоза им. Ленина, передового хозяйства района, получавшего наибольшие надои молока и урожаи льна. В 1959 колхоз поставил обелиск павшим воинам Великой Отечественной войны на устье Сишки. В 1980 году в деревне построено новое здание Становской средней школы .
В 1996 году — 113 хозяйств, 386 жителей.

## Население
| 1859 | 1991 | 1996 | 2002 | 2010 |
| ---- | ---- | ---- | ---- | ---- |
| 7    | ↗449 | ↘386 | ↘354 | ↗358 |

## Воинское захоронение
По данным ОБД «Мемориал»:

Дата создания захоронения — 1954 год, до 1956 года захоронено 3359 воинов, из них имена известны — 2429, неизвестных — 930.
Сюда перенесены останки воинов Красной Армии из деревень: Бургово, Бродниково, Крутилки, Кошкино, Костерево, Кокошкино, Лебзино, Литвиново, Мешково, Пайково, Рязанцево, Соколово, Соломино.
Над захоронением шефствует МПМК «Ржевская-1»; к/з им. В. И. Ленина; Кокошкинская средняя школа.
Вид захоронения — братская могила, вокруг железная ограда 4×6 м, памятник (коленопреклоненный воин) из бетона с мраморной крошкой, сооружен в 1957 году, автор скульптуры Паммер.
По данным администрации Ржевского района на 2012 год, в братской могиле в деревне Кокошкино 4246 захороненных, из них имена установлены у 3623.

## Достопримечательности
Недалеко от братской могилы, у места впадения Сишки в Волгу (на месте бывшего Никольского погоста) стоит памятник-обелиск воинам Великой Отечественной войны павшим в 1941-45 г.г., рядом могилы командира 183-й стрелковой дивизии генерал-майора Комиссарова К. В. (1898—1942) и лейтенанта Гастелло В. Ф. (1917—1942, родной брат Николая Гастелло).
Здесь же могила с обелиском Героя Отечественной войны 1812 года генерал-лейтенанта Сеславина А. Н. (1788—1858), который был похоронен на Никольском погосте, рядом с Воскресенской церковью (построена в 1763 году, разрушена в 1942 году).